# 북프리슬란트어
북프리지아어 또는 북프리슬란트어는 독일 슐레스비히홀슈타인의 북프리지아 지방에서 사용되는 서게르만어군 언어로, 서프리지아어, 동프리지아어와 함께 프리지아어의 일종이다. 도서 지역이나 본토 지역에서 사용되는 10개의 하위 방언이 있다.

## 같이 보기
- 프리슬란트어
- 프리슬란트인